# VV Heerenveen in het seizoen 1960/61
Het seizoen 1960/1961 was het zevende jaar in het bestaan van de Heerenveense betaaldvoetbalclub Heerenveen. De club kwam uit in de Nederlandse Eerste divisie B en eindigde daarin op de zevende plaats. Tevens deed de club mee aan het toernooi om de KNVB beker, hierin werd in de eerste ronde verloren van Leeuwarden (2–3).

## Wedstrijdstatistieken

### Eerste divisie B
|       | Be Quick | Blauw-Wit | DHC   | EBOH  | Eindhoven | Excelsior | Go Ahead | 't Gooi | Helmond | Heracles | RCH   | SHS   | Sittardia | SVV   | VSV   | Wageningen | ZFC   |
| ----- | -------- | --------- | ----- | ----- | --------- | --------- | -------- | ------- | ------- | -------- | ----- | ----- | --------- | ----- | ----- | ---------- | ----- |
| Thuis | 4 – 0    | 0 – 1     | 4 – 2 | 0 – 2 | 2 – 0     | 3 – 1     | 10 – 1   | 4 – 1   | 2 – 3   | 1 – 1    | 3 – 2 | 4 – 1 | 2 – 0     | 3 – 0 | 1 – 1 | 3 – 4      | 3 – 1 |
| Uit   | 1 – 1    | 2 – 1     | 2 – 1 | 0 – 0 | 1 – 1     | 3 – 1     | 2 – 1    | 0 – 6   | 2 – 1   | 4 – 1    | 2 – 0 | 1 – 3 | 2 – 1     | 1 – 0 | 1 – 0 | 1 – 3      | 1 – 0 |

### KNVB beker
| Groepsfase                                              | Heerenveen                                                           | 5 – 0 (3 – 0) | Go Ahead                                              |
| 14 augustus 1960 Plaats: Heerenveen J.H. Kruisstraat    | Gerrit Abma 28' Sikke Venema 34' Bart Hainje 42' Piet Fleur 57', 81' |               |                                                       |
| Groepsfase                                              | PEC                                                                  | 0 – 4 (0 – 2) | Heerenveen                                            |
| 18 september 1960 Plaats: Zwolle De Vrolijkheid         |                                                                      |               | 8' Sicco Kuiper 44' Sikke Venema 76', 87' Gerrit Abma |
| Groepsfase                                              | Heerenveen                                                           | 2 – 0 (1 – 0) | Leeuwarden                                            |
| 30 oktober 1960 Plaats: Heerenveen J.H. Kruisstraat     | Henk Weide 30' Sikke Venema 80'                                      |               |                                                       |
| Groepsfase                                              | Zwolsche Boys                                                        | 2 – 2 (2 – 1) | Heerenveen                                            |
| 12 februari 1961 Plaats: Zwolle Gemeentelijk Sportpark  | Tinus van Kampen 8' Freek Schutten 45'                               |               | 18' Henk Hainje 85' Henk Weide                        |
| 1e ronde                                                | Leeuwarden                                                           | 3 – 2 (2 – 0) | Heerenveen                                            |
| 25 april 1961 Plaats: Leeuwarden Gemeentelijk Sportpark | Pier Alma 2' Jan Hoekema 8' (pen.) Jaap Mulder 60'                   |               | 57' (pen.) Siep de Jongh 72' Piet Fleur               |

## Statistieken Heerenveen 1960/1961

### Eindstand Heerenveen in de Nederlandse Eerste divisie B 1960 / 1961
| Stand | Gespeeld | Gewonnen | Gelijk | Verloren | Punten | Doelpunten voor | Doelpunten tegen |
| ----- | -------- | -------- | ------ | -------- | ------ | --------------- | ---------------- |
| 7e    | 34       | 14       | 5      | 15       | 33     | 70              | 47               |

### Topscorers
| #                 | Naam           | Goal |
| ----------------- | -------------- | ---- |
| 1.                | Sikke Venema   | 22   |
| 2.                | Gerrit Abma    | 9    |
| 2.                | Eise Bosma     | 9    |
| 4.                | Piet Fleur     | 9    |
| 5.                | Bart Hainje    | 7    |
| 6.                | Henk Hainje    | 6    |
| 7.                | Jack Oosten    | 5    |
| 8.                | Henk Weide     | 4    |
| 9.                | Henk Weide     | 2    |
| 9.                | Henk Zoetendal | 2    |
| 11.               | Arp Hiemstra   | 1    |
| 11.               | Eppie Hofma    | 1    |
| 11.               | Sicco Kuiper   | 1    |
| Onbekend doelpunt |                |      |
| –                 | Onbekend       | 1    |
| Totaal            | Totaal         | 70   |

| #      | Naam          | Goal |
| ------ | ------------- | ---- |
| 1.     | Gerrit Abma   | 3    |
| 1.     | Piet Fleur    | 3    |
| 1.     | Sikke Venema  | 3    |
| 4.     | Bart Hainje   | 2    |
| 4.     | Henk Weide    | 2    |
| 6.     | Siep de Jongh | 1    |
| 6.     | Sicco Kuiper  | 1    |
| Totaal | Totaal        | 15   |